# Ablon
Pour l’article homonyme, voir Ablon-sur-Seine.
Ablon est une commune française, située dans le département du Calvados, en région Normandie, peuplée de 1 177 habitants.

## Géographie

### Localisation
La commune est située au nord-ouest du Calvados, à cinq kilomètres de Honfleur, dans le pays d'Auge, dans la vallée de l'Orange.
|                          | Seine                  |                               |
| La Rivière-Saint-Sauveur | Ablon                  | Fiquefleur-Équainville (Eure) |
| Gonneville-sur-Honfleur  | Genneville Quetteville | Manneville-la-Raoult (Eure)   |

### Hydrographie
La commune est située dans le bassin Seine-Normandie. Elle est drainée par le canal de Retour d'eau, la Morelle et l'Orange,.
Le canal de Retour d'eau, d'une longueur de 10 km, prend sa source dans la commune de Berville-sur-Mer et se jette  dans la Seine à Honfleur, après avoir traversé cinq communes. 

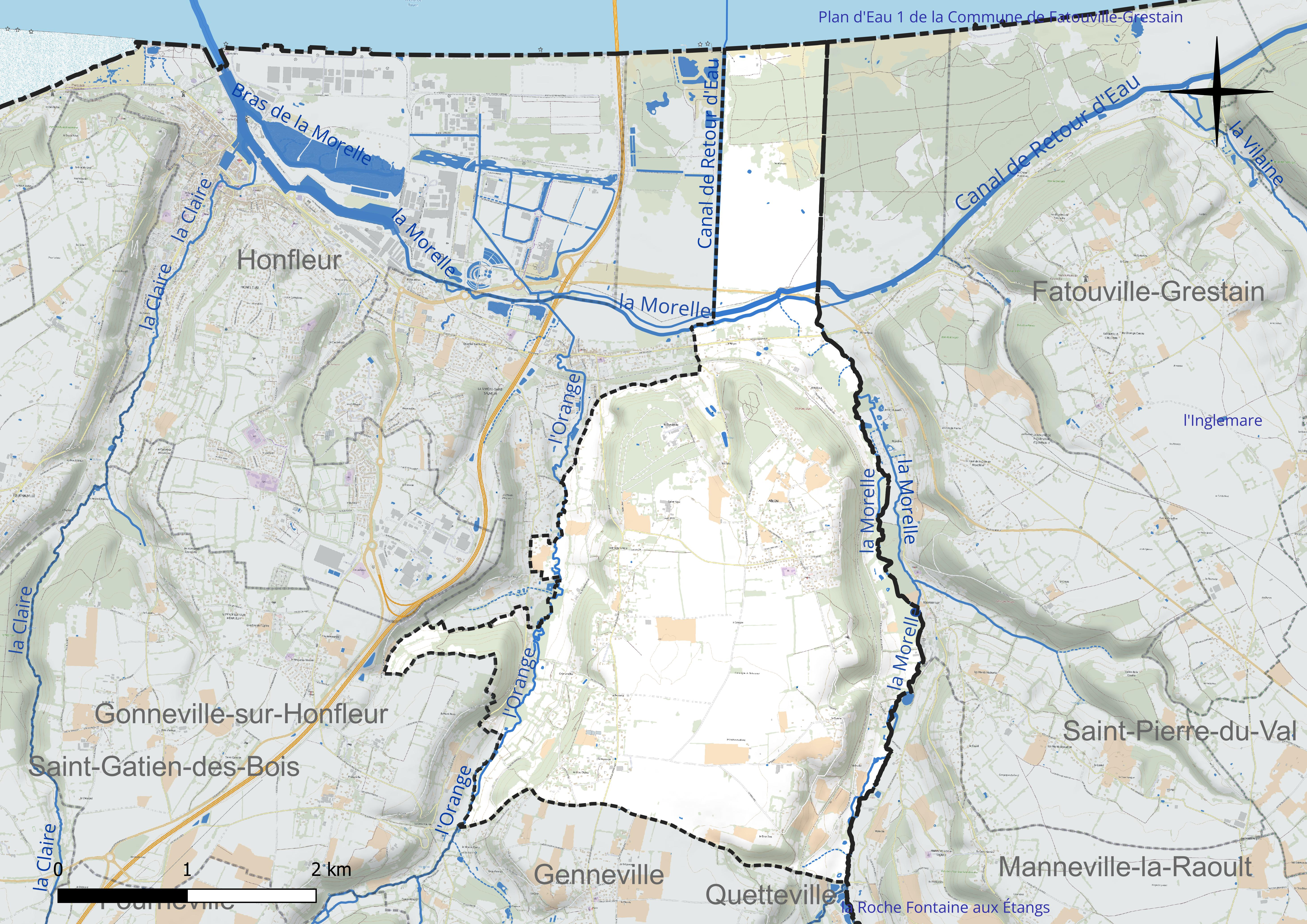
Réseau hydrographique d'Ablon.

La Morelle, d'une longueur de 18 km, prend sa source dans la commune de Beuzeville et se jette  dans la Seine à Honfleur, après avoir traversé huit communes. 

### Climat
Pour des articles plus généraux, voir Climat de la Normandie et Climat du Calvados.
En 2010, le climat de la commune est de type climat océanique franc, selon une étude du CNRS s'appuyant sur une série de données couvrant la période 1971-2000. En 2020, Météo-France publie une typologie des climats de la France métropolitaine dans laquelle la commune est exposée à un climat océanique et est dans la région climatique Côtes de la Manche orientale, caractérisée par un faible ensoleillement (1 550 h/an) ; forte humidité de l'air (plus de 20 h/jour avec humidité relative > 80 % en hiver), vents forts fréquents. Parallèlement le GIEC normand, un groupe régional d'experts sur le climat, différencie quant à lui, dans une étude de 2020, trois grands types de climats pour la région Normandie, nuancés à une échelle plus fine par les facteurs géographiques locaux. La commune est, selon ce zonage, exposée à un « climat contrasté des collines », correspondant au Pays d'Auge, Lieuvin et Roumois, moins directement soumis aux flux océaniques et connaissant toutefois des précipitations assez marquées en raison des reliefs collinaires qui favorisent leur formation.
Pour la période 1971-2000, la température annuelle moyenne est de 10,6 °C, avec  une amplitude thermique annuelle de 12,7 °C. Le cumul annuel moyen de précipitations est de 878 mm, avec 12,8 jours de précipitations en janvier et 8,6 jours en juillet. Pour la période 1991-2020, la température moyenne annuelle observée sur la station météorologique la plus proche, située sur la commune de Boulleville à 8 km à vol d'oiseau, est de 11,3 °C et le cumul annuel moyen de précipitations est de 851,2 mm,. Pour l'avenir, les paramètres climatiques de la commune estimés pour 2050 selon différents scénarios d'émission de gaz à effet de serre sont consultables sur un site dédié publié par Météo-France en novembre 2022.

## Urbanisme

### Typologie
Au 1er janvier 2024, Ablon est catégorisée commune rurale à habitat dispersé, selon la nouvelle grille communale de densité à 7 niveaux définie par l'Insee en 2022.
Elle appartient à l'unité urbaine de Honfleur, une agglomération inter-départementale dont elle est une commune de la banlieue,. Par ailleurs la commune fait partie de l'aire d'attraction de Honfleur, dont elle est une commune de la couronne,. Cette aire, qui regroupe 11 communes, est catégorisée dans les aires de moins de 50 000 habitants,.
La commune, bordée par la baie de Seine, est également une commune littorale au sens de la loi du 3 janvier 1986, dite loi littoral. Des dispositions spécifiques d'urbanisme s'y appliquent dès lors afin de préserver les espaces naturels, les sites, les paysages et l'équilibre écologique du littoral, tel le principe d'inconstructibilité, en dehors des espaces urbanisés, sur la bande littorale des 100 mètres, ou plus si le plan local d'urbanisme le prévoit.

### Occupation des sols
L'occupation des sols de la commune, telle qu'elle ressort de la base de données européenne d'occupation biophysique des sols Corine Land Cover (CLC), est marquée par l'importance des territoires agricoles (72,8 % en 2018), en diminution par rapport à 1990 (77 %). La répartition détaillée en 2018 est la suivante : 
prairies (52,5 %), forêts (22,2 %), terres arables (18,1 %), zones urbanisées (4,7 %), zones agricoles hétérogènes (2,2 %), eaux maritimes (0,2 %). L'évolution de l'occupation des sols de la commune et de ses infrastructures peut être observée sur les différentes représentations cartographiques du territoire : la carte de Cassini (XVIIIe siècle), la carte d'état-major (1820-1866) et les cartes ou photos aériennes de l'IGN pour la période actuelle (1950 à aujourd'hui).

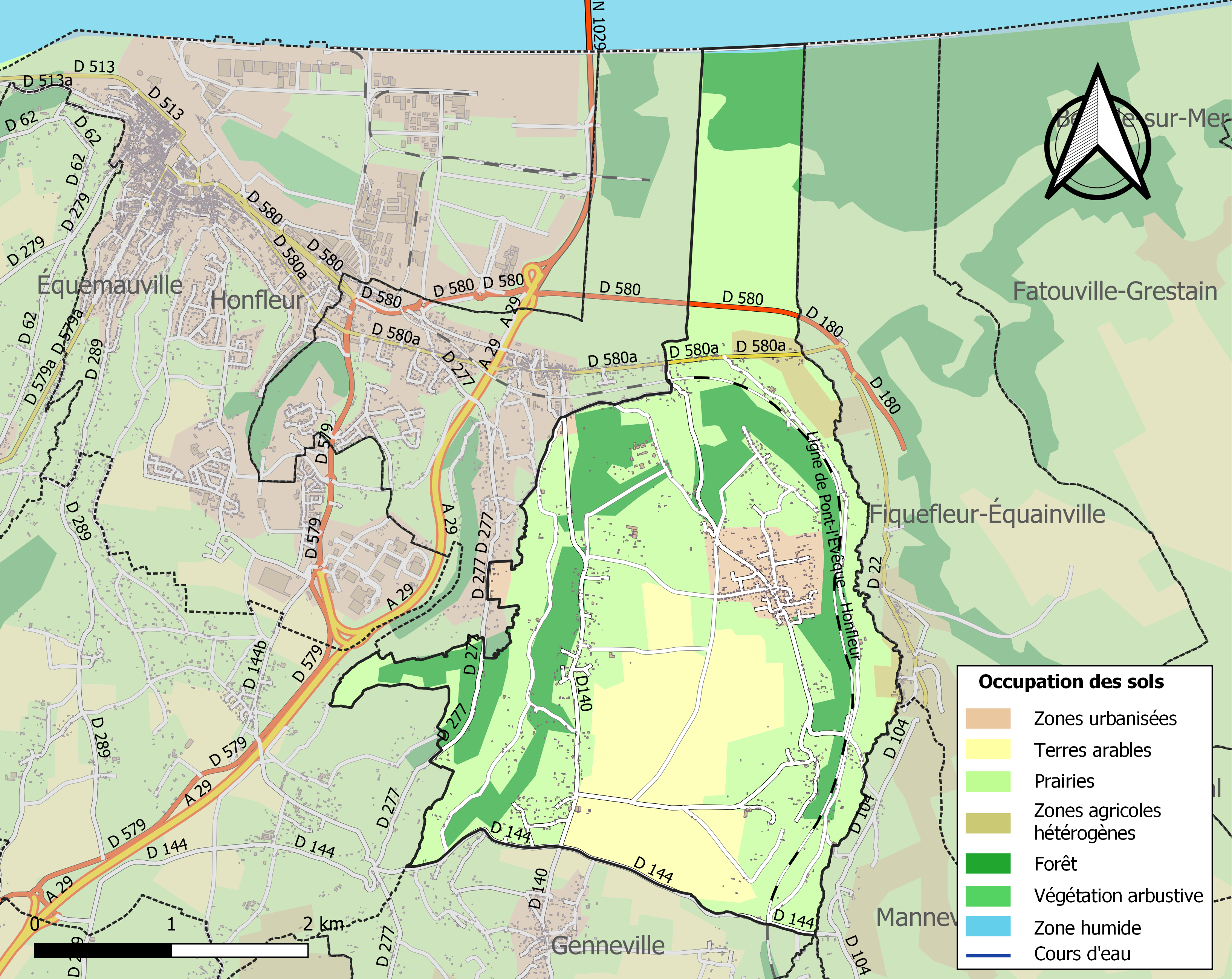
Carte des infrastructures et de l'occupation des sols de la commune en 2018 (CLC).

La construction du domaine d'Ablon n'ayant pas suivi les règles d'urbanisme, la demande de restitution du pré dans son état originel a été demandée à la justice par la communauté de communes du Pays de Honfleur-Beuzeville.

## Toponymie
Le nom de la localité est attesté sous les formes Eblelont (sans date) et Abelon en 1180 ou/et en 1198.
Selon Jean Renaud, si la forme ancienne qu'il cite est juste, il s'agit d'un ancien Epli-lundr, composé toponymique norrois signifiant « verger de pommier, pommeraie » et il est dans ce cas homonyme de Yébleron (Seine-Maritime), l'ancien scandinave lundr « verger, bois » a régulièrement abouti à -lon comme deuxième élément d'un toponyme (cf. Bouquelon, Écaquelon, Yquelon, etc.). René Lepelley, qui ne cite pas de forme ancienne, mais qui connaissait certainement celle de 1180, penche pour un nom de personne germanique Abilo, suivi du suffixe -o/-one de présence. Cependant, François de Beaurepaire fait remarquer que l'emploi du suffixe -o(ne) est inusuel avec un anthroponyme germanique. Ernest Nègre propose le nom de personne germanique Abilo pris absolument, en conformité avec la forme ancienne qu'il cite. L'emploi d'un nom de personne unique sans suffixe, ni appellatif est exceptionnelle dans la toponymie normande.
La localisation d'Ablon dans la zone de répartition de la toponymie scandinave et le fait que lundr ait régulièrement abouti à -lon en fin de mot, font préférer une hypothèse norroise. En outre, si l'on exclut la forme non datée donnée par Jean Renaud, il n'est guère étonnant qu'Abelon de 1180 ne comporte pas de t final car à l'époque il n'était plus articulé comme en témoignent d'ailleurs Bouquelon (Eure, Bochelon en 1180), homonyme du Bouquelon (Seine-Maritime, Boos, Bouquelont en 1198) ou Yquelon (Manche, Ichelon en 1180), homonyme d'Iclon (Seine-Maritime, Angiens, Ichelunt en 1088).
En outre, il existe une ancienne commune jouxtant Ablon, nommée Ableville qui représente peut-être un ancien *Ab(b)eville, toponyme répandu en Normandie, où l'on rencontre également Abbetot (anciennement Abetot), formé avec l'appellatif tot d'origine scandinave. L'élément Abe- représente le nom de personne germanique Abbo encore utilisé au Moyen Âge sous la forme Abbon ou son correspondant scandinave Abbi, forme hypocoristique d'Ábiǫrn. Un [l] postiche aura été ajouté par analogie avec Ablon ou de manière spontanée comme dans Hableville à Senneville-sur-Fécamp (anciennement Habeville). Ableville et Ablon formeraient donc une paire toponymique comme on l'observe pour Crémanville et Crémanfleur à côté, ainsi que Honnaville et Honfleur dans les environs. Par ailleurs avec -lon (-lundr), se trouvent Étoupeville (Manche, Sotteville, Estobavilla 1093) et son bois d'Étoublon (Stobelont vers 1000) ou encore Acqueville (Calvados, Achevilla 1190) et Achelunda (1070 - 79), etc.
Si la forme Abelon est la seule correcte, il s'agirait alors d'un « bois d'Abbon ».
L'homophonie et l'homographie avec Ablon-sur-Seine sont sans doute fortuites.
Le gentilé est Ablonnais.

## Histoire
À la veille de la Révolution, Louis-Jean-Baptiste de Brévedent est seigneur d'Ablon. En 1809, Ablon s'agrandit par la réunion avec deux autres communes : Crémanville et Ableville.
Ablon fut également le siège de la dynamiterie Nobel de 1879 à 1989. Elle cessa son activité après une forte explosion qui tua cinq personnes, dont le directeur de l'usine, et en blessa huit autres le 3 mars 1988. Des vitrines furent brisées jusqu'à Honfleur, située pourtant à plus d'un kilomètre de là,.
Depuis 2004, une épicerie-bar-point poste et une nouvelle école primaire ont été construites.

## Politique et administration

### Liste des maires
| Période | Période  | Identité          | Étiquette | Qualité   |
| ------- | -------- | ----------------- | --------- | --------- |
| 2001    | 2008     | Christian Trocque | UMP       |           |
| 2008    | En cours | Xavier Canu       | DVD       | Infirmier |

## Démographie
L'évolution du nombre d'habitants est connue à travers les recensements de la population effectués dans la commune depuis 1793. Pour les communes de moins de 10 000 habitants, une enquête de recensement portant sur toute la population est réalisée tous les cinq ans, les populations de référence des années intermédiaires étant quant à elles estimées par interpolation ou extrapolation. Pour la commune, le premier recensement exhaustif entrant dans le cadre du nouveau dispositif a été réalisé en 2008.
En 2022, la commune comptait 1 177 habitants, en évolution de −2,73 % par rapport à 2016 (Calvados : +1,58 %, France hors Mayotte : +2,11 %).
| 1793 | 1800 | 1806 | 1821 | 1831 | 1836 | 1841 | 1846 | 1851 |
| ---- | ---- | ---- | ---- | ---- | ---- | ---- | ---- | ---- |
| 324  | 259  | 332  | 982  | 901  | 738  | 702  | 702  | 721  |

| 1856 | 1861 | 1866 | 1872 | 1876 | 1881 | 1886 | 1891 | 1896 |
| ---- | ---- | ---- | ---- | ---- | ---- | ---- | ---- | ---- |
| 660  | 719  | 660  | 638  | 628  | 650  | 660  | 740  | 757  |

| 1901 | 1906 | 1911 | 1921 | 1926 | 1931 | 1936 | 1946 | 1954 |
| ---- | ---- | ---- | ---- | ---- | ---- | ---- | ---- | ---- |
| 803  | 741  | 760  | 728  | 772  | 741  | 775  | 841  | 813  |

| 1962 | 1968 | 1975 | 1982 | 1990 | 1999  | 2006  | 2008  | 2013  |
| ---- | ---- | ---- | ---- | ---- | ----- | ----- | ----- | ----- |
| 852  | 866  | 838  | 880  | 940  | 1 047 | 1 145 | 1 175 | 1 211 |

| 2018  | 2022  | - | - | - | - | - | - | - |
| ----- | ----- | - | - | - | - | - | - | - |
| 1 198 | 1 177 | - | - | - | - | - | - | - |

## Culture locale et patrimoine

### Lieux et monuments
- Château d'Ablon XVIIIe, tour XIVe.

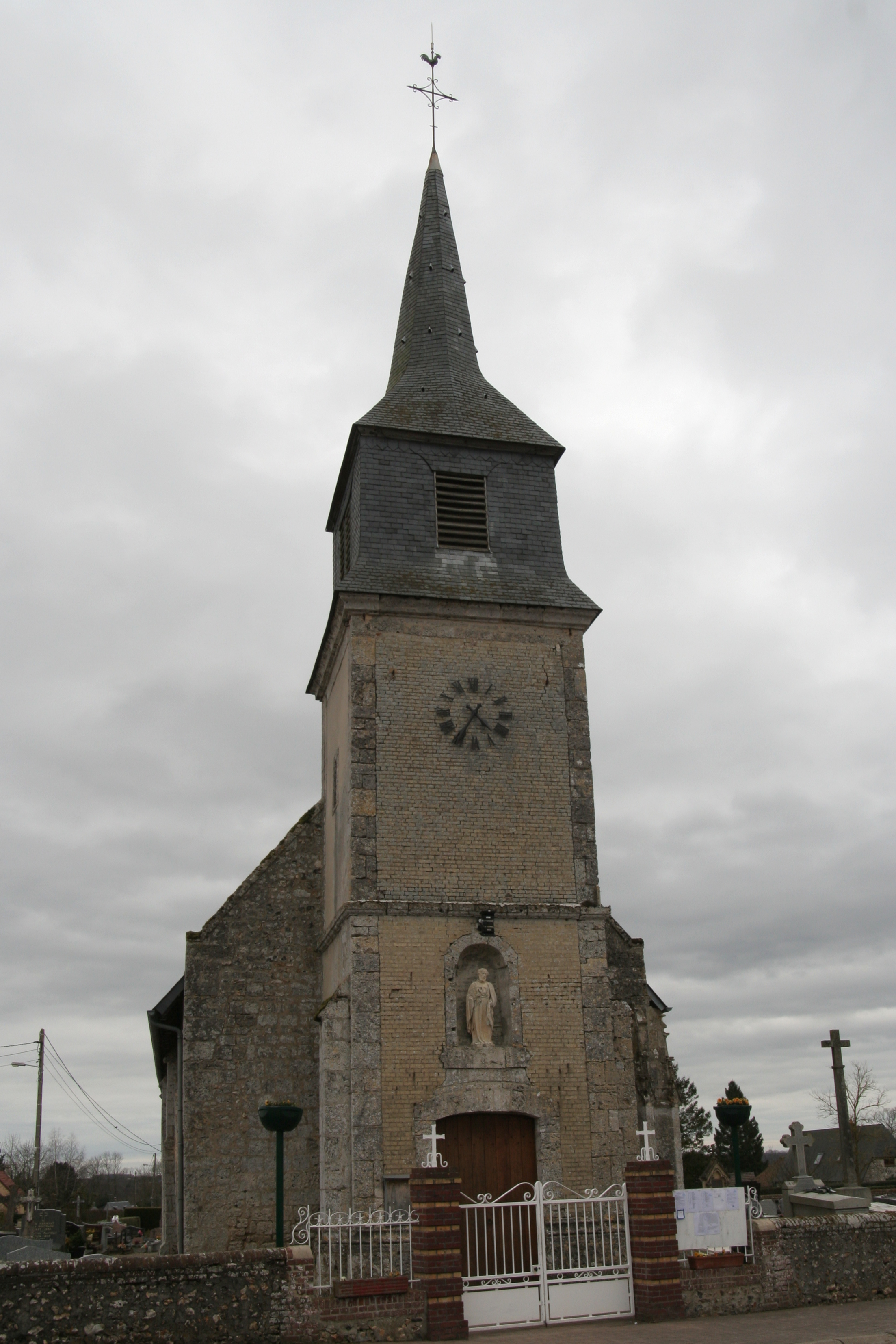
L'église Saint-Pierre-ès-Liens.

- Église Saint-Pierre-ès-Liens XVe – XVIe siècles.
- Ferme-manoir de la Houssaye.
- Moulin d'Ablon, sur la Morelle, appartenant à Letellier de Brothonne en 1849.
- Manoir de la Guérie, datant du XVe siècle, appartenant à Letellier de Brothonne en 1849[réf. nécessaire].

### Personnalités liées à la commune
- Thomas Sénécal, présentateur de télévision spécialisé dans le sport automobile, directeur adjoint de la rédaction des sports de Canal+, a grandi à Ablon. Il est le fils d'Henri Sénécal, le garagiste de la commune, ainsi que le frère de Laurent Sénécal, triple vainqueur du Rallye de la Côte Fleurie, qui a repris le garage familial.